# Pimozidă
Pimozida este un antipsihotic tipic derivat de difenilbutilpiperidină, fiind utilizat în tratamentul schizofreniei, psihozelor și sindromului Tourette. Calea de administrare disponibilă este cea orală.
Molecula a fost dezvoltată de Janssen Pharmaceutica în anul 1963.